# Thomas William Jones
Pour les articles homonymes, voir Thomas Jones.
Thomas William Jones est un homme politique travailliste gallois né le 10 février 1898 à Ponciau (en) et mort le 18 novembre 1984 à Wrexham. Il est député à la Chambre des communes de 1951 à 1966, puis membre de la Chambre des lords comme pair à vie jusqu'à sa mort.

## Biographie

### Origines
Thomas William Jones naît le 10 février 1898 à Ponciau (en), un village du nord-est du pays de Galles. Fils de mineur, il commence à travailler à la mine de Bersham (en) à l'âge de quatorze ans. Il devient apprenti instituteur en 1914.
Il est objecteur de conscience pendant la Première Guerre mondiale et rejoint le Non-Combatant Corps (en) en 1917. Pour avoir refusé d'obéir à un ordre, il passe en cour martiale et se retrouve en prison jusqu'en 1919. Il est incarcéré dans deux des centres pénitentiaires les plus durs du Royaume-Uni, la prison de Wormwood Scrubs à Londres et la prison du Dartmoor dans le Devon, un fait dont il tire quelque gloire par la suite.
Après sa libération, il étudie pendant deux ans au Normal College (en) de Bangor pour devenir instituteur, un métier qu'il exerce de 1922 à 1940. Il devient également juge de paix pour le Denbighshire en 1937.

### Carrière politique
Ardent socialiste, Jones adhère au Parti travailliste indépendant en 1919. Lors des élections générales de 1935, il est le candidat travailliste dans la circonscription de Merionethshire (en), mais il ne parvient pas à battre le député libéral sortant Henry Haydn Jones (en). Il est en revanche victorieux lors des élections générales de 1951 ; c'est la première fois depuis 1865 que le Merionethshire n'élit pas un député libéral.
Jones reste député pendant quatorze ans. Durant cette période, il défend avec vigueur les intérêts de l'industrie galloise et ceux des mineurs. Dans la première moitié des années 1950, il est l'un des cinq députés travaillistes (avec S. O. Davies, Cledwyn Hughes, Goronwy Roberts et Tudor Watkins) à soutenir ouvertement la campagne en faveur de la création d'un Parlement gallois. Il quitte la Chambre des communes en 1966, mais continue à siéger au Parlement du Royaume-Uni en étant fait pair à vie le 13 juin 1966 : devenu « baron Maelor de Rhosllannerchrugog dans le comté du Denbighshire », il rejoint la Chambre des lords, où il reste actif jusqu'à ce que sa santé l'en empêche en 1981.

### Vie privée
Thomas William Jones se marie le 1er janvier 1928 avec Flossy Thomas. Ils ont un fils et une fille. Amateur de poésie, il est admis au Gorsedd en 1962 et s'implique dans l'organisation des eisteddfodau. Il meurt dans l'incendie de sa maison de Wrexham le 18 novembre 1984, à l'âge de quatre-vingt-six ans.
Son frère cadet Idwal (en) est lui aussi enseignant de métier, puis député travailliste de Wrexham de 1955 à 1970.